# Japeledok
Japeledok is een bestuurslaag in het regentschap Rembang van de provincie Midden-Java, Indonesië. Japeledok telt 677 inwoners (volkstelling 2010).